# Nola pygmaea
Nola pygmaea är en fjärilsart som beskrevs av George Francis Hampson 1912. Nola pygmaea ingår i släktet Nola och familjen trågspinnare. Inga underarter finns listade i Catalogue of Life.